# Soro Dorotei
Soro Dorotei (* 22. April 1951 in Belluno) ist ein italienischer Bergsteiger. Er hat rund 150 Kletterrouten in den Alpen, vorwiegend in den Dolomiten, eröffnet, dabei mehrere Wintererst- und Solo-Begehungen. Im Himalaya gelangen ihm in 9 Expeditionen 6 Achttausender ohne Verwendung von zusätzlichem Sauerstoff.

## Leben
Er diente als Unteroffizier (Maresciallo Capo, entspricht in der Deutschen Bundeswehr dem Oberstabsfeldwebel) bei der italienischen Luftwaffe (Aeronautica Militare). Seit 1978 ist er Bergführer, Instruktor und Lehrer für Alpinismus. Zudem übernahm er ab 1991, zusammen mit seiner Frau Ornella und den Kindern Andrea und Vittoria, die Führung der Schutzhütte „C.Tomè“ am Duràn-Pass, zwischen Agordo und dem Zoldanatal. Er organisiert regelmäßig diverse Trekkings im Himalaya.

## Besteigungen
Seit dem Jahr 1983 ist er auch im Himalaya unterwegs. Auf die großen Berge bereitete er sich unter anderem durch Winterbegehungen vor. Zu erwähnen sind diesbezüglich die Nordwand des Monte Pelmo oder die „Via Ratti“ auf den Su Alto. Aus den Solobesteigungen sticht die „Via Strobel“ an der Rocchetta Alta di Bosconero hervor. In neun 8000er-Expeditionen erreichte er die Gipfel des Lhotse, K2, Nanga Parbat, Manaslu, Annapurna und Broad Peak. Erwähnenswert ist dabei die erste Wiederholung der Bonington-Route in der Annapurna-Südwand zusammen mit Benoît Chamoux. 
1997 hat er an der alpinistisch-wissenschaftlichen Expedition „East-Lhotse“ des Kuratoriums (Comitato) EvK2Cnr teilgenommen. 2004 war er Vize-Expeditionsleiter der alpinistisch-wissenschaftlichen Expedition selbiger Organisation zum K2. Ebenso 2004 unter der von Agostino da Polenza geleiteten Expedition zum Mount Everest, welche eine erneute Höhenmessung des höchsten Berges der Erde zum Ziel hatte.
Am 2. August 2011 stürzte Soro Dorotei bei einer Klettertour mit seiner Frau in der Route „SuperSoro“ des Torre Jolanda in der Moiazza-Gruppe rund 15 Meter, obwohl angeseilt, frei fallend ab, nachdem ein Haken sich gelöst hatte. Er zog sich einen Venenriss am Becken und schwerste Kopfverletzungen zu, wurde nach Treviso geflogen, lag mehrere Tage im Koma und schwebte lange in Lebensgefahr. Die Route hatte er selbst vor Jahren eröffnet und sein Vorname ist auch der zweite Teil ihrer Bezeichnung. (Stand 6. August 2011)